# エソテリック・ティーチング
エソテリック・ティーチング（英語:Esoteric Teaching）とは、有史以来、あらゆる時代、民族、信仰を通して神秘家、予言者、聖者、修行僧たちが語り伝えてきた共通の真理であり、秘儀・秘教のこと。キリスト教系の「神秘主義思想」「神秘主義哲学」に分類されることが多い。古代エジプトの時代は高位の僧だけに伝えられるなど、長らく口述の形でごく一部の修行者のみに脈々と伝えられてきた。

## 概要
エクソテリック（公教）のように外面的な戒律や教則、教祖をトップとするピラミッド型の組織を持つ宗教とは異なる「内面の教え」であり、霊的覚醒に至る修養法としても知られる。イエス・キリストが最も身近な弟子たちに授けたのも、このエソテリック・ティーチングだった（キリストの死後、組織的に伝道されたキリスト教は顕教であり、そもそものキリストの教え＝エソテリック・ティーチング［密教，秘教］と異なる点が多いとされる）。